# Gijsbert Hendrik Lamers

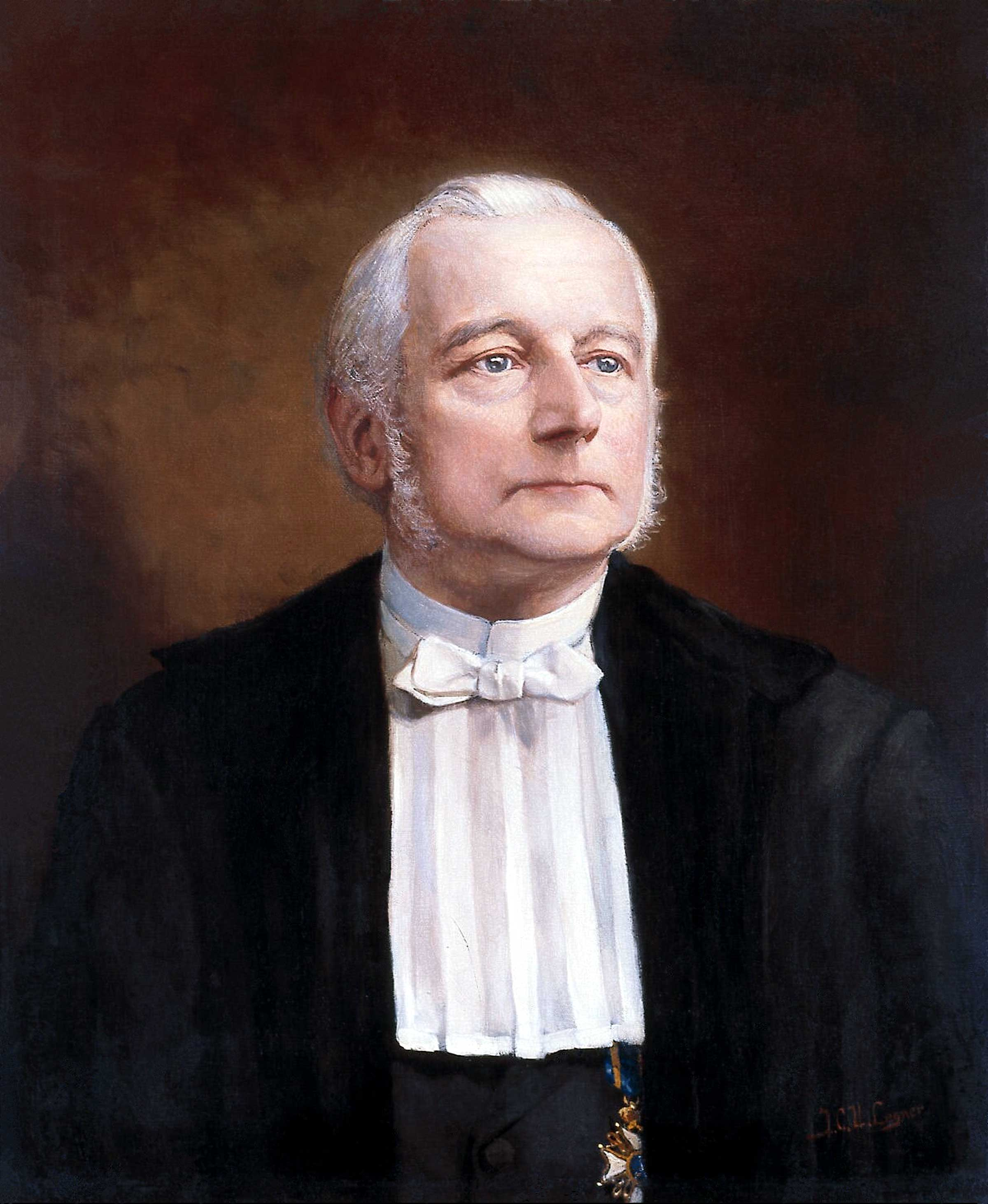
Gijsbert Hendrik Lamers

Gijsbert Hendrik Lamers (* 15. Dezember 1834 in Harderwijk; † 11. Juni 1903 in Utrecht) war ein niederländischer reformierter Theologe.

## Leben
Gijsbert Hendrik war der jüngste Sohn des Pfarrers Gijsbert Lamers (* 24. Juli 1791 in Arnhem; † 20. Mai 1869 in Harderwijk) und dessen Frau Jeannetta Brans Buddingh (* um 1798 in Elst; † 9. Januar 1866 in Harderwijk). Seine Ausbildung absolvierte er am Gymnasium seiner Geburtsstadt und immatrikulierte sich am 10. Juni 1853 an der Universität Utrecht. In Utrecht wurden Herman Johan Royaards und später Bernard ter Haar Lehrer für Kirchengeschichte, unter Hermannus Bouman vervollständigte er seine Lateinkenntnisse, seine Kenntnisse in Exegese des alten und neuen Testaments sowie der natürlichen Theologie. Henricus Egbertus Vinke unterrichtete ihn in Dogmatik als auch in biblischer Theologie. Besonders prägend für den späteren orthodoxen Vertreter der niederländischen reformierten Kirche wurde Cornelis Willem Opzoomer. Am 6. August 1857 legte er sein Pfarramtsexamen in Arnhem ab und promovierte am 25. Juni 1858 in Utrecht mit dem Thema Specimen ethico-theologicum de conscientia zum Doktor der Theologie.
Ab 1858 absolvierte er sein Probejahr als Adjunkt Lektor am Missionshaus in Rotterdam und wurde im Folgejahr am 29. August Pfarrer in Engwierum. 1861 wurde er Pfarrer in Scherpenzeel und 1866 in Den Haag. In Den Haag hatte er unter anderem am dortigen Gymnasium Vorlesungen zur Kirchengeschichte und Philosophie gehalten. Am 16. Juli 1874 wurde er als Professor für natürliche und biblische Theologie, sowie Dogmatik an die Reichsuniversität Groningen berufen, welche Aufgabe er am 30. September 1874 mit der Rede De wetenschap van den godsdienst en de Christelijke theologie antrat. 1877 übernahm er den Lehrstuhl für Kirchengeschichte und theologische Philosophie.
Am 6. April 1883 erhielt er von der Universität Utrecht einen Ruf als Professor für Kirchengeschichte, theologische Philosophie und der altchristlichen Literatur, welchen er folgte und am 19. Juni 1883 mit der Antrittsrede De godsdienst als voorwerp van wijsgeerig onderzoek übernahm. Zudem erhielt er 1884 den Lehrstuhl für christliche Ethik. In seiner Eigenschaft als Utrechter Hochschullehrer beteiligte er sich auch an den organisatorischen Aufgaben der Hochschule und war 1887/88 Rektor der Alma Mater.
Lamers war Mitglied mehrerer theologischer Vereinigungen seines Heimatlandes, Mitglied der Gesellschaft für niederländische Literatur in Leiden und war Ritter des Ordens vom niederländischen Löwen.

## Familie
Lamers war zwei Mal verheiratet. Seine erste Ehe schloss er am 29. August 1858 in Harderwijk mit Anna Catharina Fijnvandraat (* 17. Februar 1832 in Harderwijk; † 2. Juni 1864 in Scherpenzeel), die Tochter des Bäckers Willem Fijnvandraat und dessen Frau Helena van der Meer. Aus der Ehe stammen vier Kinder. Seine zweite Ehe ging er am 31. März 1875 in Den Haag mit Adriana Kruijt (* 5. August 1828 in Den Haag; † 29. August 1903 in Utrecht), die Tochter des Arij Kruijt und dessen Frau Maria van Besoyen, ein. Die Ehe blieb kinderlos. Von den Kindern kennt man:
- Gijsbert Lamers (* 2. September 1859 Oostdongeradeel; † 10. Juli 1864 in Scherpenzeel)
- Willem Lamers (* 20. April 1861 in Oostdongeradeel; † 19. Februar 1913 in Rotterdam) verh. I. am 7. Juli 1887 in Woerden mit Wilhelmina Collard (* 9. März 1864 in Delft; † 22. November 1898 in Goes), verh. II. 10. August 1911 in Rotterdam Maria Christina Jansma Van Der Ploeg (* 19. März 1878 in Den Haag; † 9. Februar 1966 in Hilversum)
- Jeanette Lamers (* 31. Oktober 1862 in Scherpenzeel; † 17. Dezember 1943 in Beilen)
- Anna Catharina Helena Lamers (* 16. April 1864 in Scherpenzeel; † 15. März 1953 in Utrecht)

## Werke (Auswahl)
- Specimen ethico-theologicum de conscientia. Utrecht 1858 (Online)
- De Avond Voor Kersmis. Viertal Schetsen. 1863
- De buitengewone Synode van 1868. Den Haag 1868 (Online)
- Bevestiging van de eerste door het kiescollegie der Nederduitsche Hervormde Gemeente te ’S Gravenhage benoemde Ouderlingen en Diakenen. Den Haag 1868 (Online)
- De synodale uitspraak in de zaak van Dr. J. C. Zaalberg. Den Haag 1868 (Online)
- 1813: het jaar onzer vrijheid herdacht. Den Haag 1869 (Online)
- De eenheid van den mensch. 1873
- De toekomst der dogmatiek, antwoord aan Prof. Dr. J.J. van Oosterzee. 1878
- De leer van het geloofsleven. Eene dogmatische studie. 1879
- Jezus en Johannes de Dooper. 1880
- Theologie en natuurwetenschap. 1880
- De wijsbegeerte van den godsdienst, eene historsch-dogmatische studie. 1881
- Godsdienst en zedelijkheid beschouwd in onderling verband. 1882
- J. J. van Oosterzee en de dienst des woords. 1882
- Ongeloovige Thomas. 1884
- De Godsdienst, evenmin moraal als metaphysica. 1885
- Het Kongo-vraagstuk en het christendom in Centraal-Afrika. 1885
- De eisch van vrijheid en waarheid in de wijsbegeerde van godsdienst en zedelijkheit. Utrecht 1888
- De Christus-verschijning. 1892
- Het zedekundig onderwijs van Prof. A. Kuenen met tweeërlei doel besproken. 1893
- Prof. Dr. J. Cramer herdacht. 1895
- Levensbericht van J. I. Doedes. Leiden 1898
- Zedekunde. 1904